# マライン川
マライン川（マラインがわ、Maligne River）とは、北アメリカ大陸の北西部のカナディアンロッキーに存在する、河川の1つである。この川は、同地域を流れるアサバスカ川の主要な支流の1つとして知られている。

## 概要
マライン川は、カナディアンロッキーに存在する河川としては中庸な規模の河川である。この川は、カナダのアルバータ州に存在するジャスパー国立公園内を流れている。マライン川の源流は、北緯52度32分01秒、西経117度28分30秒付近から流れ出している。そして周辺の山々から集水しながら北に流れて、マライン湖（Maligne Lake）に流れ込む。さらにマライン湖の北端部から流れ出して、そこから北西に流れたあと西に向きを変えて、北緯52度56分02秒、西経118度01分59秒付近でアサバスカ川に合流する

。
なお、この川の「Maligne」というのはフランス語の単語であり、「悪意のある、意地悪な」といった意味。昔のフランス人旅行者が命名したとされる。